# 奥尔瓦勒
奥尔瓦勒（法語：Orval，法語發音：[ɔʁval]）是法国谢尔省的一个市镇，位于该省中部，属于圣阿芒蒙龙区。

## 地理
奥尔瓦勒（46°43'32"N, 2°28'54"E）面积7.65 平方千米，位于法国中央-卢瓦尔河谷大区谢尔省，该省份为法国中部省份，北起卢瓦雷省，西接卢瓦-谢尔省和安德尔省，南至克勒兹省，东南接阿列省，东临涅夫勒省。
与奥尔瓦勒接壤的市镇（或旧市镇、城区）包括：布宰、布吕埃尔-阿利尚、诺济耶尔、奥尔瑟奈、聖阿芒蒙龍。

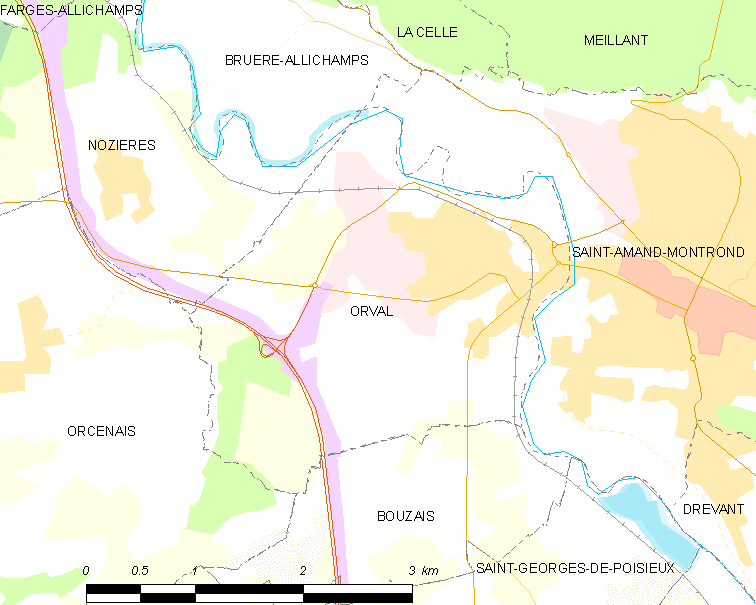
奥尔瓦勒的OSM定位图

奥尔瓦勒的时区为UTC+01:00、UTC+02:00（夏令时）。

## 行政
奥尔瓦勒的邮政编码为18200，INSEE市镇编码为18172。

## 政治
奥尔瓦勒所属的省级选区为圣阿芒蒙龙县。

## 人口

1962-2008年间奥尔瓦勒人口变化图示

奥尔瓦勒于2022年1月1日时的人口数量为1637人。